# مارتا كوكس
مارتا كوكس (بالإسبانية: Marta Cox)‏ (20 يوليو 1997 ببنما - ) هو لاعب كرة قدم بنمي في مركز الوسط. شارك مع منتخب بنما الوطني لكرة القدم للسيدات.

## وصلات خارجية
- مارتا كوكس على موقع بطولة كرة القدم المكسيكية للسيدات (الإسبانية)
- مارتا كوكس على موقع إي إس بي إن إف سي (الإنجليزية)
- مارتا كوكس على موقع قاعدة بيانات كرة القدم.إي يو (الإنجليزية)
- مارتا كوكس على موقع Soccerbase.com (لاعب) (الإنجليزية)
- مارتا كوكس على موقع Soccerway.com (الإنجليزية)
- مارتا كوكس على موقع عالم كرة القدم.نت (الإنجليزية)